# Akinori Nakayama
Pour les articles homonymes, voir Nakayama (homonymie).
Akinori Nakayama (中山 彰規, Nakayama Akinori, né le 1er mars 1943 à Nagoya et mort le 9 mars 2025) est un gymnaste japonais.

## Biographie
Akinori Nakayama remporte six médailles aux Championnats du monde de 1966, dont trois d'or au concours général par équipes, au sol et à la barre fixe. Deux ans plus tard, avec quatre médailles d'or, une d'argent et une de bronze, il devient l'athlète masculin le plus titré des Jeux olympiques d'été de 1968. En 1970, il remporte quatre autres titres mondiaux, par équipes, aux anneaux, au sol et aux barres parallèles. Il remporte quatre autres médailles aux Jeux olympiques d'été de 1972. Après sa retraite, il est devenu vice-président de la Fédération japonaise de gymnastique. Il a également été entraîneur de gymnastique à son alma mater, l'université Chukyo. En 2005, il est intronisé au Temple de la renommée internationale de la gymnastique. Il meurt le 9 mars 2025, d'un cancer de l'estomac, à l'âge de 82 ans.

## Palmarès

### Jeux olympiques
- Mexico 1968
  -  médaille d'or par équipes
  -  médaille d'or aux anneaux
  -  médaille d'or aux barres parallèles
  -  médaille d'or à la barre fixe
  -  médaille d'argent au sol
  -  médaille de bronze au concours général individuel
- Munich 1972
  -  médaille d'or par équipes
  -  médaille de bronze au concours général individuel
  -  médaille d'argent au sol
  -  médaille d'or aux anneaux

### Championnats du monde
- Dortmund 1966
  -  médaille d'or au concours par équipes
  -  médaille d'or au sol
  -  médaille d'or à la barre fixe
  -  médaille d'argent aux anneaux
  -  médaille de bronze au concours général individuel
  -  médaille de bronze au saut de cheval
- Ljubljana 1970
  -  médaille d'or au concours par équipes
  -  médaille d'or au sol
  -  médaille d'or aux anneaux
  -  médaille d'or aux barres parallèles
  -  médaille d'argent à la barre fixe
  -  médaille de bronze au concours général individuel